# Loop (Pensilvania)
Loop es un área no incorporada ubicada en el condado de Indiana en el estado estadounidense de Pensilvania.

## Geografía
Loop se encuentra ubicado en las coordenadas 40°53′59″N 79°09′56″O / 40.89972, -79.16556.